# Seriana retroversa
Seriana retroversa är en insektsart som först beskrevs av Singh 1969.  Seriana retroversa ingår i släktet Seriana och familjen dvärgstritar. Inga underarter finns listade i Catalogue of Life.